# Ragan
Ragan is een plaats (village) in de Amerikaanse staat Nebraska, en valt bestuurlijk gezien onder Harlan County.

## Demografie
Bij de volkstelling in 2000 werd het aantal inwoners vastgesteld op 46. In 2006 is het aantal inwoners door het United States Census Bureau geschat op 42, een daling van 4 (-8,7%).

## Geografie
Volgens het United States Census Bureau beslaat de plaats een oppervlakte van 0,7 km², geheel bestaande uit land. Ragan ligt op ongeveer 710 m boven zeeniveau.

## Plaatsen in de nabije omgeving
De onderstaande figuur toont nabijgelegen plaatsen in een straal van 20 km rond Ragan.